# Selima Sfarová
Selima Sfarová (arabsky سليمة صفر‎, * 8. července 1977 Sidi Bou Said) je bývalá tuniská tenistka. Profesionálně hrála v letech 1999 až 2011, je nejúspěšnější arabskou tenistkou všech dob. Účastní se také veteránských turnajů, kde je její partnerkou ve čtyřhře Martina Navrátilová.
Její dědeček byl tuniský mediální magnát Habib Cheikhrouhou. Trénovala ve skupině Régise de Camareta spolu s Nathalie Tauziatovou, v roce 1994 se stala juniorskou mistryní Afriky. Během kariéry vyhrála jedenáct turnajů okruhu ITF ve dvouhře a 21 ve čtyřhře, na světovém žebříčku byla nejvýše na 75. místě ve dvouhře a na 47. místě ve čtyřhře. Jejím největším grandslamovým úspěchem byl postup do čtvrtfinále ženské čtyřhry na Wimbledonu 2008 spolu s Ruskou Jekatěrinou Makarovovou. Reprezentovala na Letních olympijských hrách 1996 a Letních olympijských hrách 2008, v obou případech vypadla v prvním kole. Je historicky nejúspěšnější hráčkou fedcupového týmu Tuniska, když vyhrála 41 zápasů.